# Воїнь
Воїнь — давньоруське містечко-фортеця. Загальна площа — близько 28 га. Розташування на кордоні з кочівниками степу поблизу Дніпра визначило його важливу стратегічну роль як у системі Посульської оборонної лінії та і у охороні, за наявності укріпленої гавані, шляху «Із варягів у греки». Знаходилось у заплаві Сули, біля с. Воїнська Гребля, колишнього Градизького району Полтавської області. Найпівденніше, прикордонне, з Лівобережних городищ Переяславського князівства біля якого неодноразово тривали двобої з половцями. Укріплення остаточно знищені ордами Мунке в 1239 році.

## Історія
Перша згадка про поселення міститься у «Повісті врем'яних літ» під 1055 р. В цьому році переяславський князь Всеволод Ярославич ходив до Воїня на торків, які з'явилися тоді вперше в південноруських степах, і здобув перемогу. Наступного разу Воїнь згадується під 1079 р. в зв'язку з міжусобною князівською боротьбою, активну участь у якій брали половці. Роман Святославич, позбавлений княжіння старшими князями Ярославичами, змушений був втекти до Тмутаракані. Там він заручився підтримкою половців і разом з ними виступив на Русь проти своїх дядьків. Але переяславському князю Всеволоду Ярославичу вдалося розладнати союз Романа з половцями і перетягти їх на свій бік. Роман втік з Воїня і був убитий своїми колишніми союзниками.
Археологічні дослідження городища відбувалися зокрема у 1956—1959 роках. Експедиція Інституту археології АН УРСР, за участі В. Й. Довженка, В. К. Гончарова та Р. О. Юри, вивчала рештки укріплень, споруд, портової частини давнього міста. Було отримано велику колекцію керамічного посуду, виробів із заліза (зокрема предметів озброєння та захисних обладунків), кістки та рогу, а також дерева. За результатами розкопок 1966 року видано монографію «Давньоруське місто Воїнь». Знахідки експоновано у Археологічному музеї міста Київ.

## Архітектура
Дитинець (площею 4.6 га), який захищав гавань, мав укріплення підковоподібним валом довжиною 400 м що впирався у берег річки. В'їзд до нього було розташовано з заходу. З зовнішнього боку знаходився рів 20×3 м. Вал мав три ступені — два захисні ґрунтові та внутрішній житловий. Окольний город, захищений природним захистом у вигляді боліт та стариці, мав площу 23 га. Більшість захисних споруд побудовані в XI — на початку XII ст. За часів Володимира (X ст.) перша лінія складалася з двох валів та рову між ними. На середину XII ст. Воїнь став відносно великим містом.